# Рафалівська волость
Рафалівська волость (рос. Рафаловская волость) — історична адміністративно-територіальна одиниця Луцького повіту Волинської губернії Російської імперії. Волосний центр — містечко Рафалівка.
Після окупації поляками Волині волость називали ґміна Рафалувка і включили до Сарненського повіту Поліського воєводства Польської республіки. Центром ґміни було село Рафалівка. У міжвоєнний період на території ґміни засновували колонії для польських переселенців.
18 квітня 1928 р. розпорядженням Міністра внутрішніх справ Польщі  до ґміни передано село Любахи від ґміни Влодзімєжец.
16 грудня 1930 ґміна у складі повіту була передана до Волинського воєводства.
На 1936 рік ґміна складалася з 25 громад:
1. Бабка — село: Бабка;
2. Балаховичі — село: Балаховичі та колонія: Лішня;
3. Чудля — село: Чудля;
4. Гута-Сопачівська — колонія: Гута-Сопачівська;
5. Юзефівка — колонія: Юзефівка та залізничний перестанок: Гали;
6. Кошмаки — село: Кошмаки;
7. Любахи — село: Любахи та надлісництво: Любахи;
8. Лозки — село: Лозки;
9. Маюничі — село: Маюничі, фільварок: Тисець та колонія: Задібров'я;
10. Олізарка — колонія: Олізарка;
11. Острів — село: Острів та хутір: Річиця;
12. Полиці — село: Полиці, хутори: Довге-Поле, Янівка, Кацапи і Шенявка-Березник, колонія: Гурини та фільварок: Полиці;
13. Половлі — село: Половлі;
14. Рафалівка — селище: Рафалівка, залізнична станція: Рафалівка та колонія: Подоли;
15. Рафалівка-Стара — село: Рафалівка, фільварок: Рафалівка та лісничівка: Рогач;
16. Сопачів — село: Сопачів;
17. Сошники Тур — колонії: Сошники і Тур;
18. Суховоля — село: Суховоля;
19. Вараш — село: Вараш;
20. Веретеничі — село: Веретеничі;
21. Виробки — колонії: Виробки і Шимонисько та хутір: Осячий-Брід (Березина);
22. Заболоття — село: Заболоття;
23. Жолудськ Великий — село: Жолудськ Великий;
24. Жолудськ Малий — село: Жолудськ Малий;
25. Жолудськ — колонія: Жолудськ.

Після радянської анексії західноукраїнських земель ґміна ліквідована у зв'язку з утворенням Рафалівського району.